# Blanice (přítok Sázavy)
Blanice, označovaná též jako Vlašimská Blanice, je řeka protékající převážně Středočeským krajem. Je to levostranný, celkově druhý největší přítok řeky Sázavy. Její celková délka činí 66,0 km. Plocha povodí měří 543,3 km².
Je zde evropsky významná lokalita v rámci evropské soustavy chráněných území Natura 2000 – Vlašimská Blanice.

## Průběh toku
Pramen řeky leží v nadmořské výšce 695 m na severním svahu vrchu Batkovy (Mladovožická pahorkatina), asi 10 km severovýchodně od Tábora. Po celé své délce teče převážně severním směrem. Protéká Mladou Vožicí, Louňovicemi pod Blaníkem, Vlašimí a Libží, kde na svém 7,9 říčním kilometru přijímá zleva svůj největší přítok, říčku Chotýšanku, která výrazně posiluje její tok. Vlévá se zleva do Sázavy na jejím říčním kilometru 78,6 u Soběšína v nadmořské výšce 304 m. Zhruba 2,5 km pod tímto soutokem se na levém břehu Sázavy vypíná hrad Český Šternberk.

### Větší přítoky

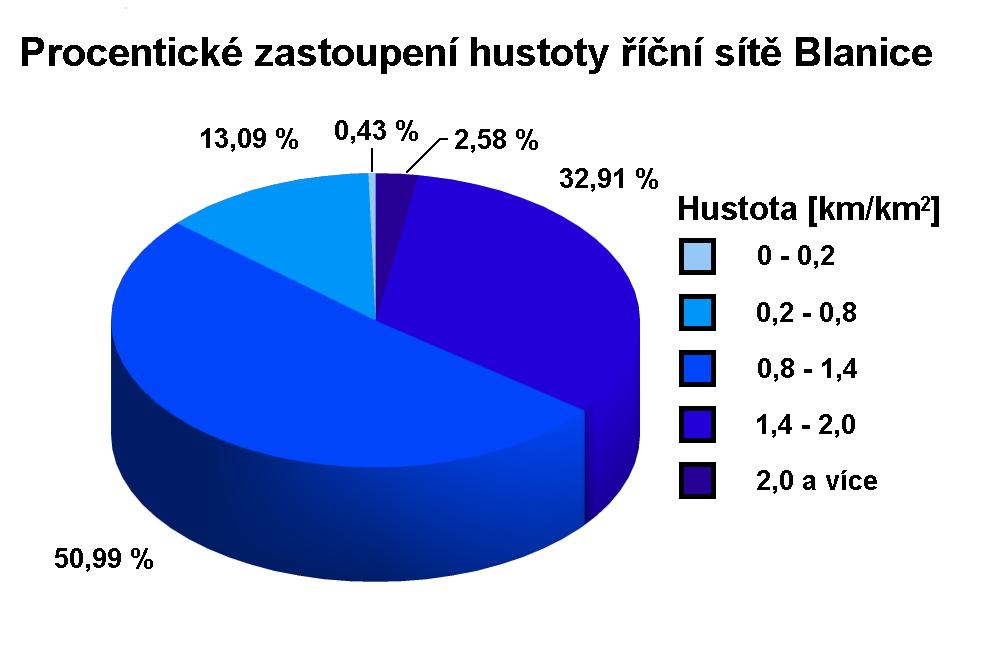
Hustota říční sítě

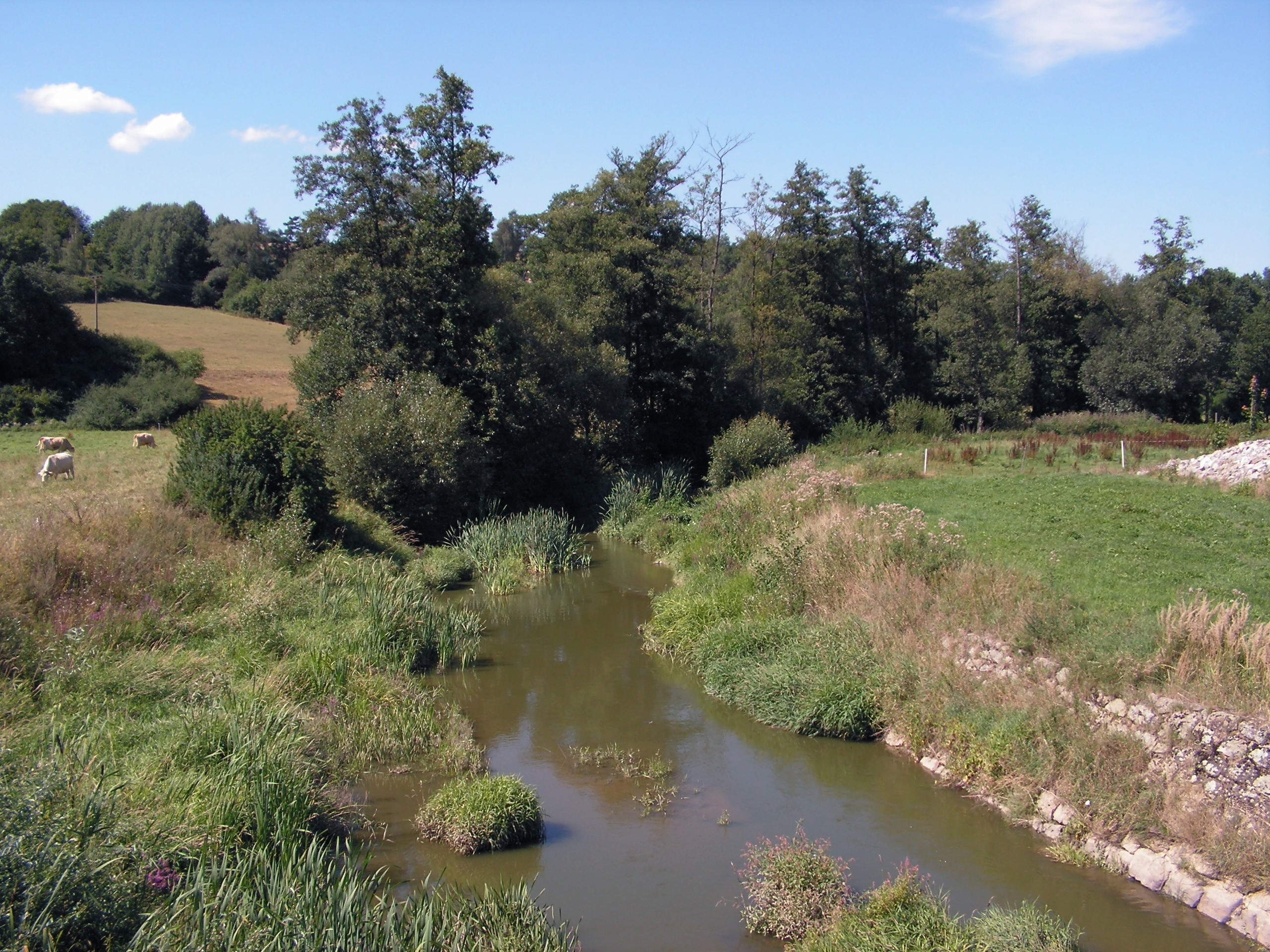
Blanice u Louňovic

Celkově největším přítokem Blanice je říčka Chotýšanka, jejíž délka činí 37,1 km. Průměrná hustota říční sítě činí 1,24 km/km2. Celkově se v povodí Blanice nachází 521 vodních toků v délce do jednoho kilometru a 159 vodních toků v délce 1 až 10 km. Potoky dlouhé 10 až 20 km jsou v povodí celkem tři. V délce 20 až 40 km se v povodí řeky nalézá jeden vodní tok.
- Mindlovka (hčp 1-09-03-023), zleva, ř. km 60,3. Délka toku činí 4,7 km.[4] Plocha povodí měří 7,0 km².[5]
- Koutecký potok (hčp 1-09-03-025) , zprava, ř. km 54,5. Délka toku činí 5,0 km.[6] Plocha povodí měří 8,4 km².[5]
- Novoveský potok, zleva, ř. km 53,3[7]
- Noskovský potok (hčp 1-09-03-035), zleva, ř. km 52,3. Délka toku činí 5,2 km.[8] Plocha povodí měří 7,1 km².[5]
- Bělečský potok (nazývaný též Novodvorský potok), zprava, ř. km 50,5[8]
- Slupský potok, zleva, ř. km 47,6[9]
- Hrnčířský potok (hčp 1-09-03-043), zprava, ř. km 43,5. Délka toku činí 6,3 km.[6] Plocha povodí měří 9,1 km².[5]
- Pravětický potok (hčp 1-09-03-047), zprava, ř. km 38,2. Délka toku činí 7,7 km.[10] Plocha povodí měří 14,3 km².[5]
- Strašický potok, zleva, ř. km 36,6[8]
- Brodec, zprava, ř. km 31,1[11]
- Částrovický potok (hčp 1-09-03-059), zprava, ř. km 26,9. Délka toku činí 6,9 km.[10] Plocha povodí měří 12,9 km².[5]
- Polánecký potok, zleva, ř. km 22,4[10]
- Orlina (hčp 1-09-03-065), zprava, ř. km 20,0. Délka toku činí 6,0 km.[12] Plocha povodí měří 7,5 km².[5]
- Borecký potok (hčp 1-09-03-071), zprava, ř. km 16,7. Délka toku činí 3,6 km.[13] Plocha povodí měří 6,0 km².[5]
- Chotýšanka, zleva, ř. km 7,9[14]

### Rybníky
Vodní nádrže v povodí Blanice podle rozlohy:
| název vodní nádrže | vodní tok                        | rozloha (ha) | celkový objem (tis. m³) | retenční objem (tis. m³) |  |
| ------------------ | -------------------------------- | ------------ | ----------------------- | ------------------------ |  |
| Smikov             | Chotýšanka                       | 23,2         | 555,0                   | 126,0                    |  |
| Dolejší rybník     | Chotýšanka                       | 12,6         | 178,0                   | 62,0                     |  |
| Zlatohorský rybník | Blanice                          | 11,2         | 180,0                   | 55,0                     |  |
| Strašík            | Strašický potok                  | 9,2          | 185,0                   | 54,5                     |  |
| Popovický rybník   | Chotýšanka                       | 7,6          | 93,0                    | 38,5                     |  |
| Roháč              | Chotýšanka                       | 7,4          | 118,0                   | 39,0                     |  |
| Papírník           | Chotýšanka                       | 7,0          | 88,0                    | 36,5                     |  |
| Královna           | bezejmenný přítok Chotýšanky     | 5,8          | 52,0                    | 32,0                     |  |
| Býkovický rybník   | Býkovický potok (přítok Blanice) | 4,9          | 38,0                    | 27,0                     |  |
| Křivánek           | Chotýšanka                       | 4,6          | 50,0                    | 19,5                     |  |
| Pičínský rybník    | Chotýšanka                       | 4,5          | 63,0                    | 30,0                     |  |
| Slupský rybník     | Slupský potok                    | 4,3          | 50,0                    | 21,0                     |  |
| Cihelský rybník    | Slupský potok                    | 4,2          | 50,0                    | 21,0                     |  |
| Vražedný rybník    | bezejmenný přítok Chotýšanky     | 4,1          | 64,0                    | 24,5                     |  |
| Prvák              | Vilický potok (přítok Blanice)   | 4,0          | 45,0                    | 17,5                     |  |
| Pilský rybník      | Chotýšanka                       | 4,0          | 35,0                    | 17,5                     |  |

## Vodní režim

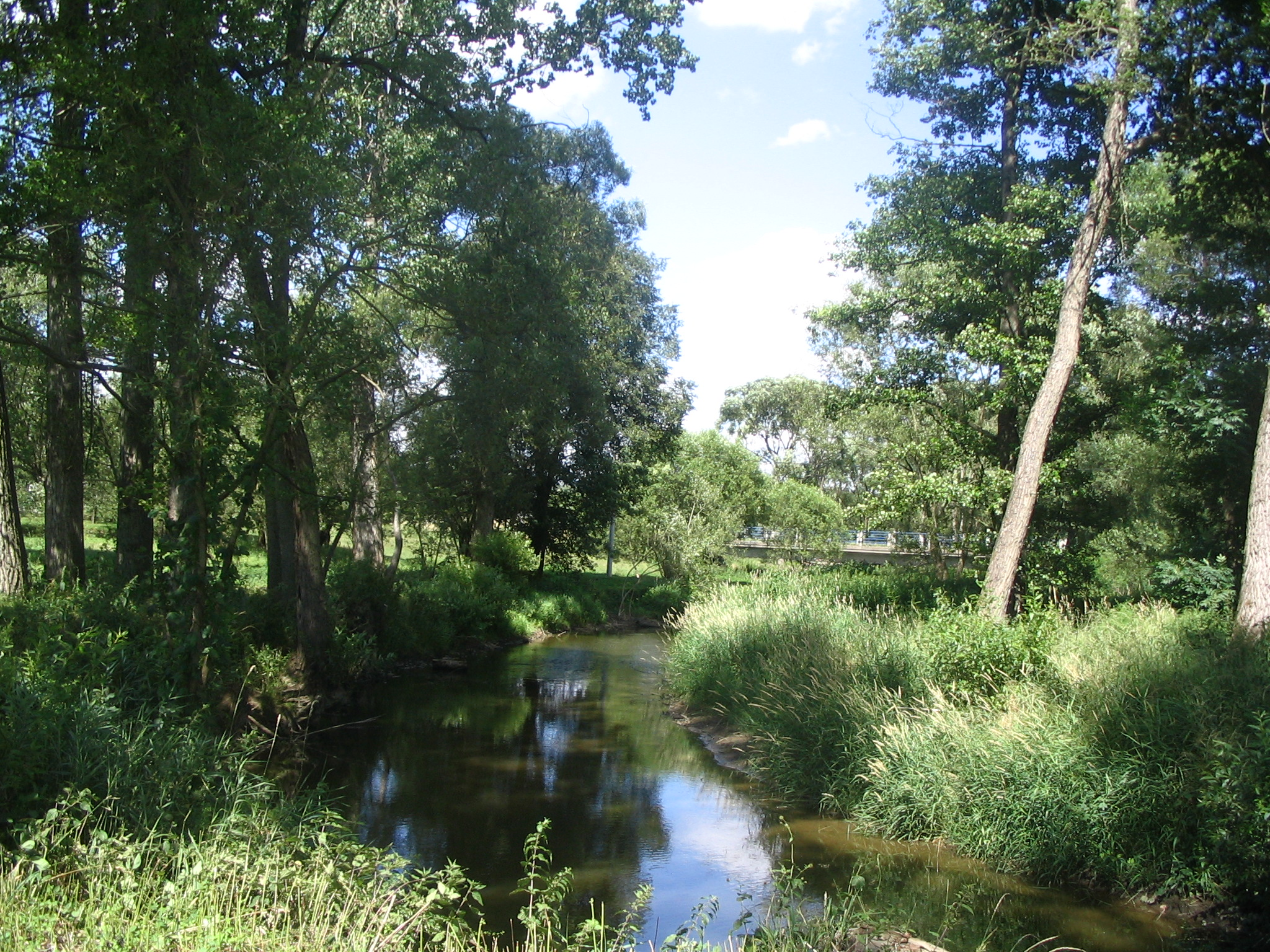
Řeka pod Louňovicemi

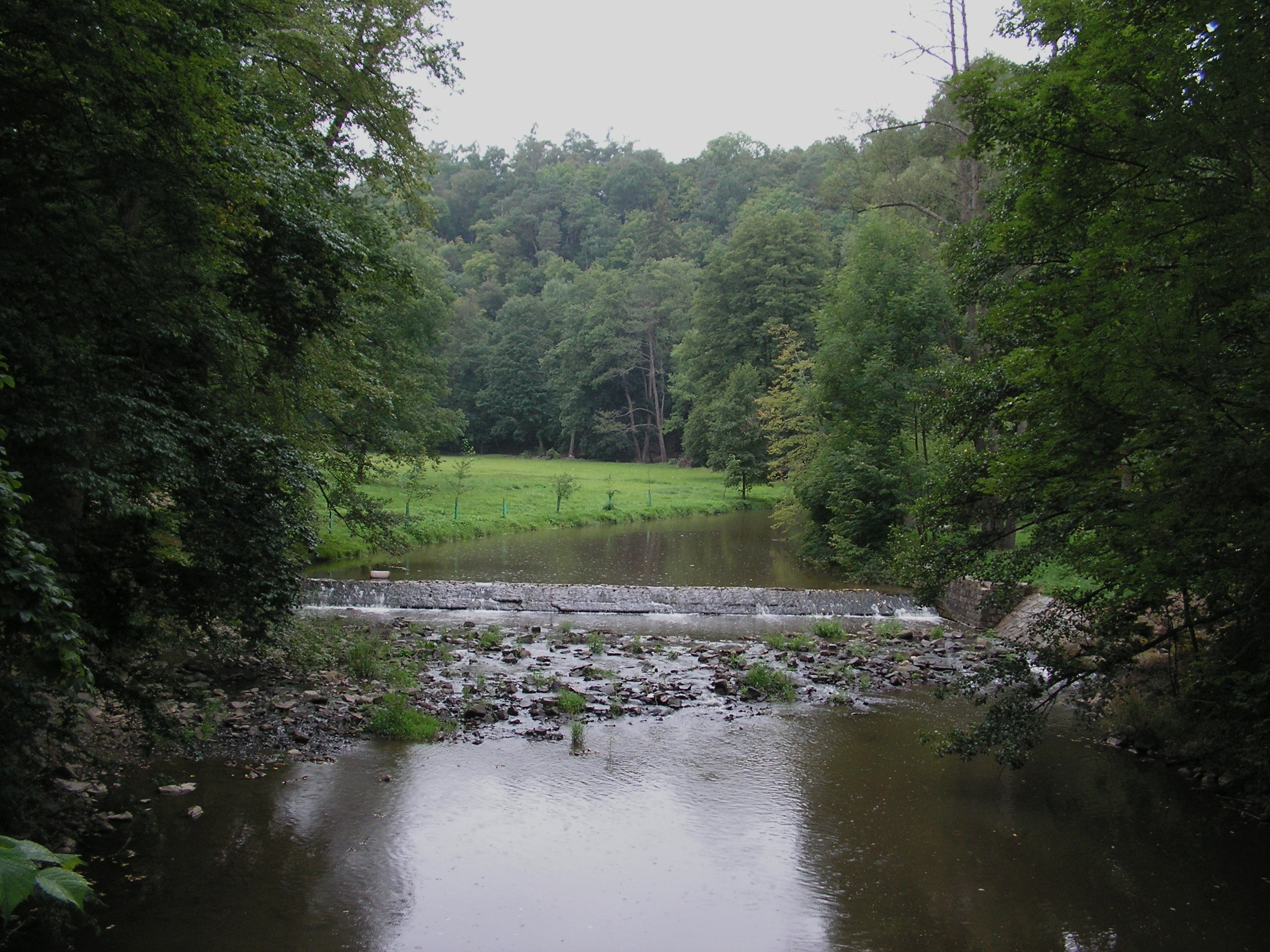
Blanice v zámeckém parku ve Vlašimi

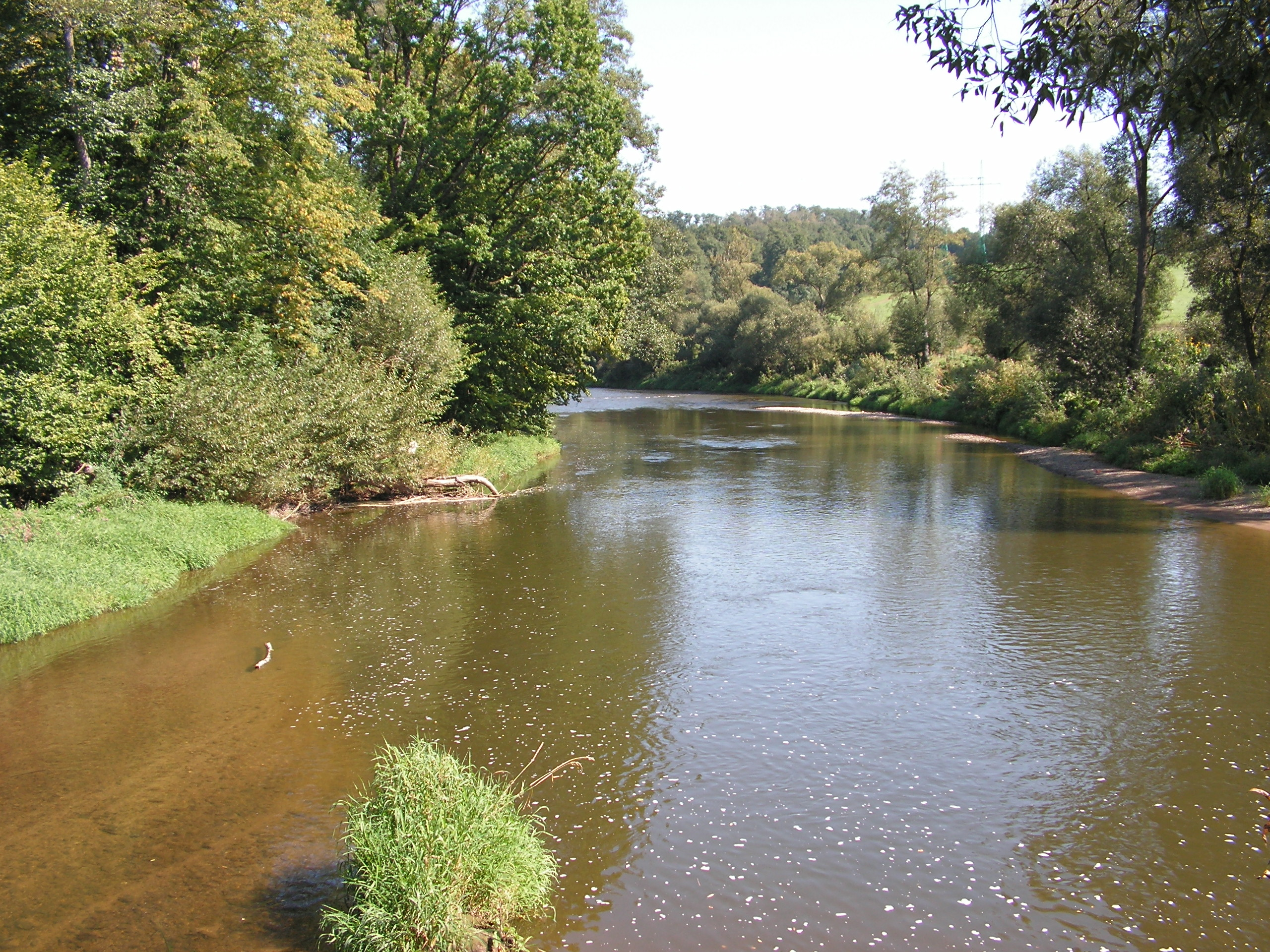
Soutok Blanice a Sázavy u Soběšína

Blanice a její přítoky nejsou příliš vodné. Nejvodnějšími měsíci na dolním toku jsou únor a březen. Nejméně vody má řeka v červenci a v září. Průměrný průtok Blanice nedaleko ústí v Radonicích činí 2,19 m³/s.
Hlásné profily:
| místo             | říční km | plocha povodí | průměrný průtok (Qa) | stoletá voda (Q100) |
| ----------------- | -------- | ------------- | -------------------- | ------------------- |
| Louňovice p/Blan. | 37,2     | 211,33 km²    | 0,87 m³/s            | 97 m³/s             |
| Radonice          | 1,9      | 541,86 km²    | 2,19 m³/s            | 150 m³/s            |

M-denní průtoky u ústí:
| M [dní]  | Q30  | Q60  | Q90  | Q120 | Q150 | Q180 | Q210 | Q240 | Q270 | Q300 | Q330 | Q355 | Q364 |
| -------- | ---- | ---- | ---- | ---- | ---- | ---- | ---- | ---- | ---- | ---- | ---- | ---- | ---- |
| Q [m³/s] | 5,92 | 4,15 | 3,23 | 2,62 | 2,18 | 1,82 | 1,53 | 1,27 | 1,04 | 0,83 | 0,60 | 0,37 | 0,20 |

N-leté průtoky v Louňovicích pod Blaníkem:
| N-leté průtoky | Q1  | Q5   | Q10  | Q50  | Q100 |
| -------------- | --- | ---- | ---- | ---- | ---- |
| Q [m³/s]       | 6,3 | 16,8 | 26,3 | 67,6 | 97   |

N-leté průtoky v Radonicích:
| N-leté průtoky | Q1   | Q5   | Q10  | Q50 | Q100 |
| -------------- | ---- | ---- | ---- | --- | ---- |
| Q [m³/s]       | 15,6 | 41,5 | 58,9 | 117 | 150  |

## Využití
Úsek v délce 42 km je splavný pro vodáky. Blanice patří mezi nenáročná řeky. Za příznivého vodního stavu je splavný úsek od Kamberku. Koryto má úzké a často je zarostlé stromy a keři, proto se některými krátkými úseky téměř není možné prodrat. Údolí je široké, lučinaté, místy lesnaté, málo osídlené. Jediné větší město na řece je Vlašim. Cestu znepříjemňuje a zpomaluje velké množství jezů.
Vodácká obtížnost řeky je ZW až WW1.
V Radonicích je umístěn vodočet spravovaný Českým hydrometeorologickým ústavem.

### Mlýny
Mlýny jsou seřazeny po směru toku řeky.
- Podlouňovický mlýn – Louňovice pod Blaníkem, okres Benešov, kulturní památka
- Mlýn Ušípaného – Pavlovice, okres Benešov
- Srbův mlýn – Ctiboř, okres Benešov
- Libežský mlýn – Libež, okres Benešov (říční km 8,37)
- Krupičkův mlýn – Divišov, okres Benešov

## Historie
Spodní úsek pod Libží v minulosti sloužil k plavení vorů.